# Resseliella betulicola
Resseliella betulicola är en tvåvingeart som först beskrevs av Jean-Jacques Kieffer 1889.  Resseliella betulicola ingår i släktet Resseliella och familjen gallmyggor. Inga underarter finns listade i Catalogue of Life.